# Boars Hill
Boars Hill – osada w Anglii, w hrabstwie Oxfordshire, w dystrykcie Vale of White Horse. Leży 5 km na południowy zachód od Oksfordu i 85 km na zachód od Londynu.